# Brodswinden

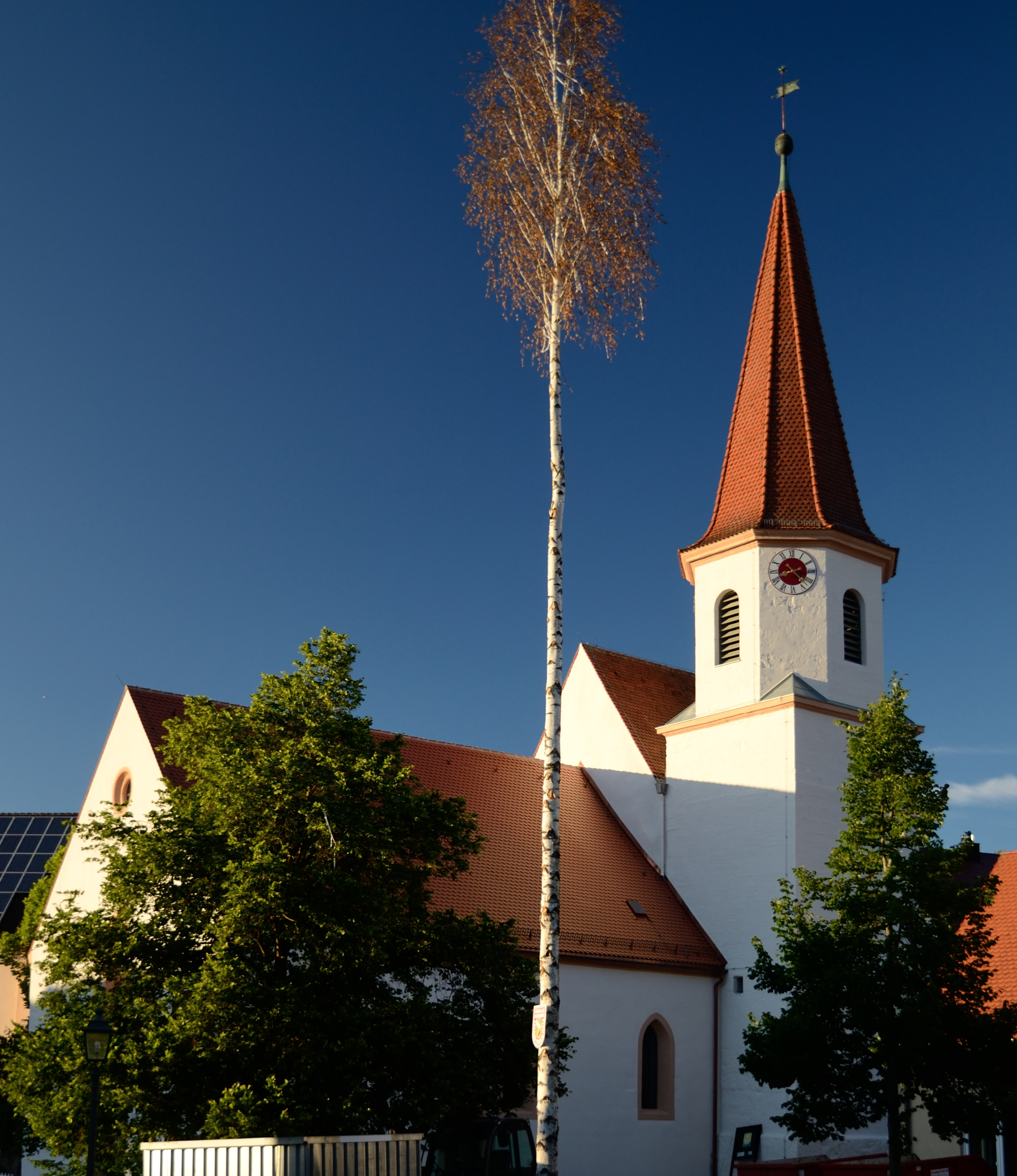
St. Bartholomäuskirche

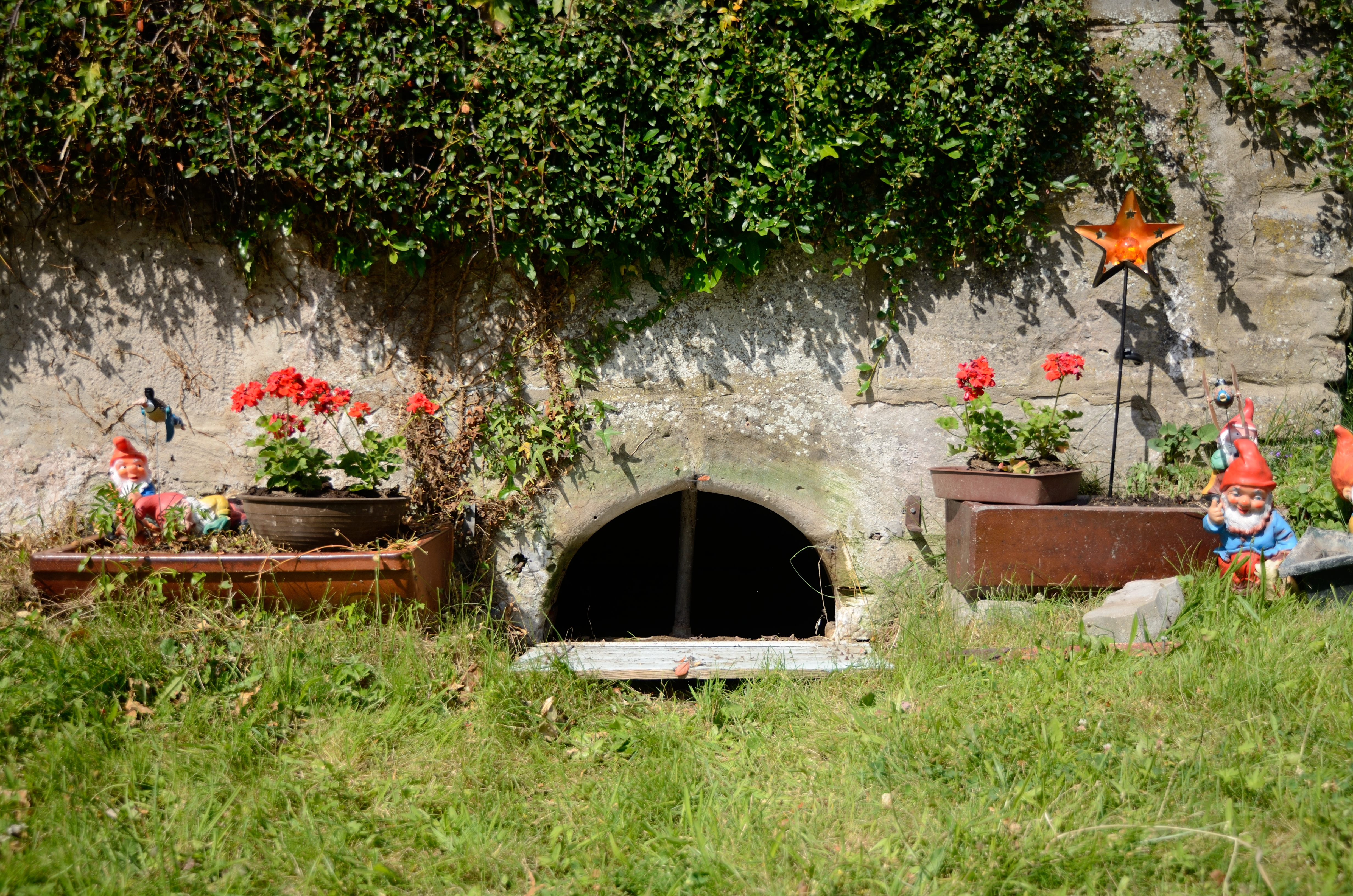
Das Wendelsbad

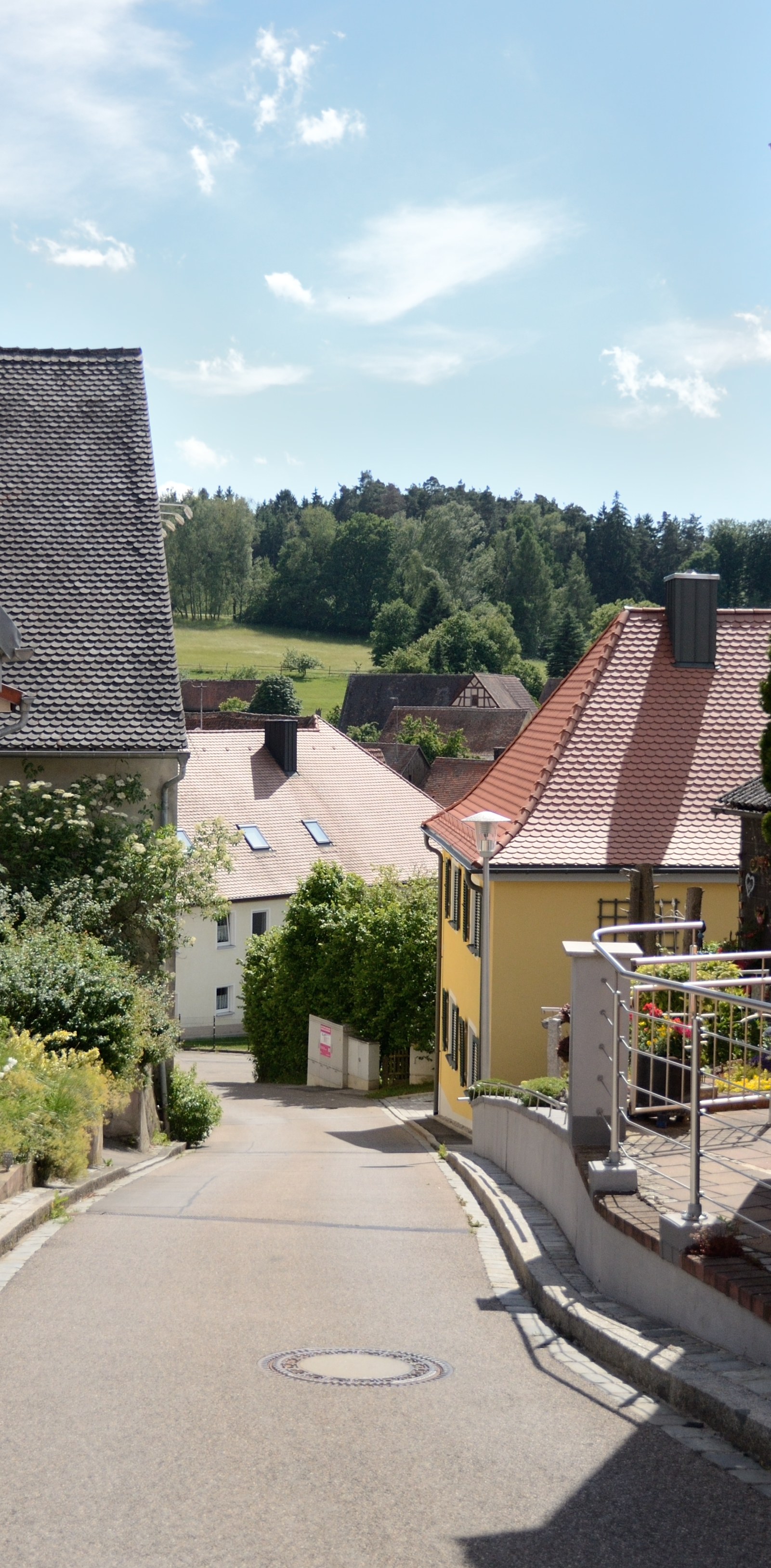
Brodswinden vom Wendelsbuck aus gesehen

Brodswinden (fränkisch: Brats-winn) ist ein Gemeindeteil der kreisfreien Stadt Ansbach (Mittelfranken, Bayern). Die Gemarkung Brodswinden hat eine Fläche von 8,263 km². Sie ist in 1524 Flurstücke aufgeteilt, die eine durchschnittliche Fläche von 5421,75 m² haben. In ihr liegen neben dem namensgebenden Ort die Gemeindeteile Gösseldorf, Hammerschmiede, Höfstetten, Wallersdorf und Wolfartswinden sowie die Orte Brodswindener Mühle und Höfstetter Mühle.

## Geografie
Durch das Pfarrdorf fließt der Brodswindener Bach, der mit dem Meinhardswindener Graben (links) zum Silberbach zusammenfließt. Im Südwesten beginnt das Waldgebiet Holzfeld, im Südosten das Schellenholz. Westlich liegt das Hardtfeld, im Süden das Mittelfeld, 0,5 km östlich das Göttelhoffeld. Der Kernort ist von vier Industriegebieten umgeben und mit den nächstliegenden Orten Wallersdorf und Wolfartswinden zusammengewachsen. 
Es führen Gemeindeverbindungsstraßen nach Höfstetten (1,2 km nordwestlich), nach Wallersdorf (0,9 km nördlich), nach Winterschneidbach zur Kreisstraße ANs 1 (2,5 km südlich), nach Wolfartswinden (2 km östlich) und zur Bundesstraße 13 (1,5 km westlich).

## Geschichte
Im Jahr 911 wurde von König Konrad I. auf dem Reichstag zu Forchheim beschlossen, Wenden aus dem Maingebiet dem Ansbacher Gumbertuskloster zuzuweisen. Diese wurden im 10. Jahrhundert in einem Ring um Ansbach angesiedelt. An dem Grundwort „–winden“ ist erkennbar, dass es sich bei diesem Ort um eine solche Wendensiedlung handelt. Im Jahr 1240 wurde der Ort als „Gozbrehteswinden“ erstmals urkundlich erwähnt. Das Bestimmungswort des Ortsnamens ist der slawische Personenname Gozbreht. Eine Person dieses Namens war wohl das Oberhaupt dieser Siedlergemeinschaft. Erst in den 1430er Jahren bekam der Ortsname durch Sprachverschleifung seine heutige Form „Protzwinden“.
Die erste Kapelle befand sich auf dem sogenannten Wendelsbuck und war dem heiligen Wendelin geweiht. Im 15. Jahrhundert wurde eine dem heiligen Bartholomäus geweihte Kirche in der Ortsmitte errichtet. Es wurden Überreste der Wendelinskapelle im Chor verbaut, ab 1556 folgte der Saalbau. Bis 1467 gehörte Brodswinden zur Urpfarrei Sachsen.
Im 16. Jahrhundert wurde Brodswinden wegen eines Heilbades überregional bekannt. Das Wasser sollte gegen Krätze und Gicht helfen. Eine Untersuchung im Jahr 1936 ergab jedoch, dass das Wasser ganz normales Trinkwasser war. Die tonnengewölbte Brunnenstube auf dem Wendelinsbuck ist heute noch erhalten geblieben. Noch zu Beginn des 19. Jahrhunderts zeugten weggeworfene Krücken in der Umgegend davon.
Im 16-Punkte-Bericht des Oberamtes Ansbach von 1684 wurden für Brodswinden 19 Mannschaften verzeichnet. Grundherren waren das Hofkastenamt Ansbach (7), das Stiftsamt Ansbach (1), die Reichsstadt Nürnberg (1), das eichstättische Kastenamt Herrieden (1) und die Pfarrei Brodswinden (9). Das Hochgericht und die Dorf- und Gemeindeherrschaft übte das brandenburg-ansbachische Hofkastenamt Ansbach aus.
Gegen Ende des 18. Jahrhunderts gab es in Brodswinden 28 Anwesen. Das Hochgericht und die Dorf- und Gemeindeherrschaft übte weiterhin das Hofkastenamt Ansbach aus. Grundherren waren das Fürstentum Ansbach (27 Anwesen; Hofkastenamt Ansbach: 2 Höfe, 1 Halbhof, 2 Viertelhöfe, 4 Söldengüter, 1 Söldengut mit Backrecht, 5 Leerhäuser, 1 Mühgut, 1 Schmiedgut; Stiftsamt Ansbach: 1 Söldengut; Pfarrei Brodswinden: 8 Güter, 1 Wirtschaftsgut) und das Kastenamt Herrieden (1 Gut). Neben diesen Anwesen gab es noch kirchliche Gebäude (Kirche, Pfarrhaus) und kommunale Gebäude (Schulhaus, Hirtenhaus). Von 1797 bis 1808 unterstand der Ort dem Justiz- und Kammeramt Ansbach.
1806 kam Brodswinden an das Königreich Bayern. Im Rahmen des Gemeindeedikts wurde 1808 der Steuerdistrikt Brodswinden gebildet, zu dem Bernhardswinden, Brodswindener Mühle, Deßmannsdorf, Gösseldorf, Hammerschmiede, Höfstetten, Höfstetter Mühle, Louismühle, Meinhardswinden, Oberrammersdorf, Ratzenwinden, Silbermühle, Wallersdorf, Obere und Untere Walkmühle und Wolfartswinden gehörten. Die Ruralgemeinde Brodswinden entstand 1811 und war deckungsgleich mit dem Steuerdistrikt. Sie war in Verwaltung und Gerichtsbarkeit dem Landgericht Ansbach zugeordnet und in der Finanzverwaltung dem Rentamt Ansbach (1919 in Finanzamt Ansbach umbenannt). In der Folgezeit kam es zur Aufspaltung der Ruralgemeinde Brodswinden:
- 10. August 1836: Bildung der Ruralgemeinde Ratzenwinden mit Oberrammersdorf, Oberen und Unteren Walkmühle,[12]
- 20. September 1860: Bildung der Ruralgemeinde Bernhardswinden mit Louismühle, Meinhardswinden und Deßmannsdorf.[13]
- Von da an gehörten zur Ruralgemeinde Brodswinden nur noch Brodswindermühle, Gösseldorf, Höfstetten, Höfstettermühle, Hammerschmiede, Silbermühle, Wallersdorf und Wolfartswinden.

Ab 1862 gehörte Brodswinden zum Bezirksamt Ansbach (1939 in Landkreis Ansbach umbenannt). Die Gerichtsbarkeit blieb beim Landgericht Ansbach, von 1870 bis 1879 war das Stadt- und Landgericht Ansbach zuständig, seit 1880 ist es das Amtsgericht Ansbach. Die Gemeinde hatte 1964 eine Gebietsfläche von 8,492 km².
In den 1950er Jahren wurde die Silbermühle abgebrochen.
Am 1. Juli 1972 wurde Brodswinden mit seinen Gemeindeteilen im Zuge der Gebietsreform in Bayern nach Ansbach eingemeindet. Das Gebiet (0,229 km²), auf der die Silbermühle stand, wurde nach Sachsen bei Ansbach eingemeindet.

## Einwohnerentwicklung
Gemeinde Brodswinden
| Jahr      | 1818   | 1840   | 1852   | 1855   | 1861   | 1867   | 1871   | 1875   | 1880   | 1885   | 1890 | 1895   | 1900   | 1905   | 1910   | 1919   | 1925   | 1933   | 1939   | 1946   | 1950   | 1952   | 1961   | 1970   |
| Einwohner | 925    | 755    | 780    | 818    | 459    | 436    | 458    | 453    | 482    | 491    | 489  | 493    | 465    | 458    | 438    | 445    | 462    | 458    | 469    | 666    | 693    | 659    | 566    | 630    |
| Häuser    | 163    | 144    |        |        |        |        | 94     |        |        | 96     | 94   |        | 94     |        |        |        | 88     |        |        |        | 101    |        | 114    |        |
| Quelle    | [ 18 ] | [ 19 ] | [ 20 ] | [ 20 ] | [ 21 ] | [ 22 ] | [ 23 ] | [ 24 ] | [ 25 ] | [ 26 ] | v    | [ 20 ] | [ 27 ] | [ 20 ] | [ 28 ] | [ 20 ] | [ 29 ] | [ 20 ] | [ 20 ] | [ 20 ] | [ 30 ] | [ 20 ] | [ 14 ] | [ 31 ] |

Ort Brodswinden
| Jahr      | 001807 | 001818 | 001840 | 001861 | 001871 | 001885 | 001900 | 001925 | 001950 | 001961 | 001970 | 001987 | 002014 |
| Einwohner | 168    | 164    | 167    | 194    | 187    | 206    | 186    | 193    | 239    | 228    | 215    | 617    | 1500   |
| Häuser    | 40     | 31     | 36     |        |        | 45     | 42     | 36     | 38     | 47     |        | 167    |        |
| Quelle    | [ 32 ] | [ 18 ] | [ 19 ] | [ 21 ] | [ 23 ] | [ 26 ] | [ 27 ] | [ 29 ] | [ 30 ] | [ 14 ] | [ 31 ] | [ 33 ] |        |

## Religion
Der Ort ist Sitz der Pfarrei St. Bartholomäus, die seit der Reformation evangelisch-lutherisch ist. Die Einwohner römisch-katholischer Konfession sind nach St. Ludwig (Ansbach) gepfarrt und gehören zu deren Filialkirchengemeinde Unsere Liebe Frau (Meinhardswinden).

## Kultur

### Baudenkmäler
In Brodswinden gibt es drei Baudenkmäler:
- Brodswinden 7: Ev.-luth. Pfarrkirche St. Bartholomäus (vorher St. Sixtus): Chor bezeichnet 1442, von erstem Anheber (= Stifter?) Hans Bischoff († 1483), Saalbau 1556 ff., bezeichnet 1567 und 1577
- Wallersdorfer Straße 15: Ehemalige Wassermühle, Türsturz bezeichnet „1711“; eingeschossiger Bau mit Walmdach und Schleppgauben. Ofen bezeichnet „1766 Ch. Zw.“, gusseiserne Ofenplatten mit brandenburgischem Wappen.
- tonnengewölbte Brunnenstube aus Sandsteinquadern, das sogenannte „Wendelsbad“, auf dem Wendelinsbuck; darüber erhob sich ehemals eine Papst Sixtus geweihte Kapelle, deren Steine dann zum Bau der Pfarrkirche mit verwendet wurden

### Bodendenkmäler
In der Gemarkung Brodswinden gibt es sieben Bodendenkmäler

### Vereine
- Freiwillige Feuerwehr (gegründet 1883)
- TSV Brodswinden
- VdK Brodswinden

## Wirtschaft und Infrastruktur

### Bildungseinrichtungen
- evangelisch-lutherischer Kindergarten „Lummerland“ (3 Gruppen)
- Grundschule (1.–4. Klasse)

### Ansässige Unternehmen
- Gewerbegebiet „Hardtstraße Brodswinden“: Westmittelfränkische Lebenshilfe, BGU (Baugeräteunion) u. a.
- Gewerbe- und Industriegebiet „Brodswinden-Süd“: Cloppenburg, Geiger, Mader Logistik, Transnova Ruf, Wüst Logistik u. a.
- Gewerbegebiet „Brodswinden-Ost“: Oechsler AG, Robert Bosch GmbH u. a.
- Gewerbegebiet „Rastanlage Ansbach“: Rastanlage, Zollamt